# Krisztina Egerszegi
Krisztina Egerszegi (ur. 16 sierpnia 1974 w Budapeszcie) – węgierska pływaczka, pięciokrotna mistrzyni olimpijska.
Na igrzyskach debiutowała w Seulu w 1988 (miała wówczas zaledwie 14 lat), ostatni raz wystąpiła w Atlancie 8 lat później. Za każdym razem, podczas trzech startów, zdobywała medale (łącznie siedem). Specjalizowała się w stylu grzbietowym, choć startowała także w stylu zmiennym. Trzy razy z rzędu wygrywała olimpijski wyścig na 200 metrów grzbietem (jako druga – po Dawn Fraser – pływaczka w historii triumfowała na tym samym dystansie na trzech igrzyskach). Wielokrotnie stawała na podium mistrzostw świata (2 złote medale w 1991) i Europy, biła rekordy świata. Właścicielka jednego z najbardziej wartościowych rezultatów w dziejach pływania. Jej najlepszy rezultat na dystansie 200 metrów stylem grzbietowym (2:06,62), był rekordem świata przez 17 lat.
Trzykrotnie wybrana najlepszą Pływaczką Świata (1991, 1992, 1995).
Siedmiokrotnie wybrana najlepszą sportsmenką roku na Węgrzech.
W 2001 została uhonorowana członkostwem w International Swimming Hall of Fame.

## Rekordy świata
| Data             | Miejsce | Konkurencja              | Rezultat    | Status                            |
| ---------------- | ------- | ------------------------ | ----------- | --------------------------------- |
| 22 sierpnia 1991 | Ateny   | 100 m stylem grzbietowym | 1:00.31 min | do 10 września 1994 He Cihong     |
| 25 sierpnia 1991 | Ateny   | 200 m stylem grzbietowym | 2:06.62 min | do 16 lutego 2008 Kirsty Coventry |

## Wyróżnienia
- 1988, 1989, 1990, 1991, 1992, 1993, 1996: najlepsza sportsmenka roku na Węgrzech
- 1991, 1992, 1995: Pływaczka roku na Świecie
- 1990, 1991, 1992, 1995: Pływaczka roku na Świecie
- 2001: International Swimming Hall of Fame

## Odznaczenia
- Krzyż Wielki Węgierskiego Orderu Świętego Stefana – 2013[1][2]
- Krzyż Komandorski z Gwiazdą Orderu Zasługi Republiki Węgierskiej (cywilny) – 1996
- Krzyż Komandorski Orderu Zasługi Republiki Węgierskiej (cywilny) – 1992